# آلمونتی
آلمونتی (انگلیسی: Almonty) شرکت معدن کانادایی است، که در سال ۲۰۱۱ تأسیس شد.